# EZ Aquarii
Ez Aquarii è un sistema formato da tre stelle posto a circa 11,26 anni luce nella costellazione dell'Aquario ad est di δ Aquarii scoperto da Willem Jacob Luyten. Il sistema è caratterizzato da uno dei più elevati valori di moto proprio.

## Il sistema
Tutte le componenti sono nane rosse, con una massa aggregata pari al 34% di quella solare. Risultano troppo deboli per essere osservabili ad occhio nudo.
Le stelle A e B hanno una distanza media di circa 1,22 au (182,5 milioni di km), un'eccentricità orbitale di 0,437, un periodo orbitale di circa 2,25 anni e un'inclinazione visuale dalla terra di 112,4°.
Le stelle A e C hanno un periodo orbitale di solo 3,8 giorni.
Una ricerca eseguita con il Telescopio Spaziale Hubble non ha evidenziato la presenza di pianeti gioviani orbitanti attorno alle stelle del sistema.

## Le componenti
EZ Aquarii A è una nana rossa variabile di tipo spettrale M5,0-5,5 (Ve). Ha circa il 10% della massa solare, dall'8 al 35% del suo diametro, e solo da 8,7 a 12×10−5 della sua luminosità.
EZ Aquarii B è una nana rossa di tipo spettrale M, con una luminosità pari a 3,4×10−5 L⊙ del sole e 10% della sua massa.
Come le sue due compagne, EZ Aquarii C, è una nana rossa di tipo spettrale M. Questa stella possiede meno del 10% della massa solare.